# Beleg van Makapansgrot
Het Beleg van Makapansgrot of Makapansgat was een strafexpeditie van de Boeren tegen de Zuid-Ndebele van het stamhoofd Makapan (ook gespeld als Magopane, Mokopane, Makapaan of Mugombane). Het beleg roeide de stam van Makapan bijna volledig uit.

## Geschiedenis
In oktober 1854 werd in het district Zoutpansberg een jachtgezelschap bestaande uit 23 mannen, vrouwen en kinderen onder leiding van Hermanus Potgieter, broer van de onlangs overleden Voortrekkersleider Hendrik Potgieter, door het stamhoofd Mapela vermoord en hun lijken verminkt; Potgieter zelf werd levend gevild. Rond dezelfde tijd vermoordde het stamhoofd Makapan een groep blanke reizigers van Zoutpansberg naar Pretoria. Commandant-generaal Piet Potgieter van Zoutpansberg en Lydenburg, zoon van Hendrik en neef van Hermanus, organiseerde samen met commandant-generaal Marthinus Wessel Pretorius van Potchefstroom een strafexpeditie tegen Makapan. Pretorius sloot zich op 24 oktober 1854 aan bij Potgieter en met een krijgsmacht van ongeveer 535 man trokken ze naar richting Makapan, die zich terugtrok in een grot, 23 kilometer ten noorden van het tegenwoordige Mokopane (Potgietersrus).
Op 25 oktober belegerden de Boeren de grot om Makapan door middel van uithongering tot overgave te dwingen. Veldkornet Paul Kruger kroop in de duisternis de grot in, deed zich voor als een Ndebele en stelde ze in hun eigen taal voor om zich over te geven, waarmee hij zo'n 170-180 Ndebele uit de grot wist te lokken. Op 6 november werd Potgieter in een moment van onvoorzichtigheid vanuit de grot doodgeschoten. In het hevige vuurgevecht dat volgde wist Kruger Potgieters lijk veilig te stellen. Na een beleg van 25 dagen werden de uitgeputte en uitgehongerde Ndebele zonder veel tegenstand door de Boeren overrompeld. 900 Ndebele waren doodgeschoten en meer dan twee keer zoveel waren verhongerd. Velen werden na hun overgave geëxecuteerd voor kannibalisme en kinderen werden ingeboekt, dat wil zeggen, onder streng toezicht geplaatst van de Boeren tot ze volwassen werden.
Makapan wist te ontsnappen en pleegde vanwege de decimatie van zijn volk zelfmoord middels het drinken van gif. In 1858 werd ook Mapela door commandant-generaal Stephanus Schoeman en zijn assistent Kruger verslagen.

## Tegenwoordig
De plaats Potgietersrus in de tegenwoordige Zuid-Afrikaanse provincie Limpopo werd zo genoemd als Potgieters laatste rustplaats. In 2003 werd deze plaatsnaam echter ter ere van Makapan veranderd in Mokopane. Tegenwoordig maakt de grot onderdeel uit van Makapansgat, een belangrijke archeologische vindplaats.